# Esteros del Iberá

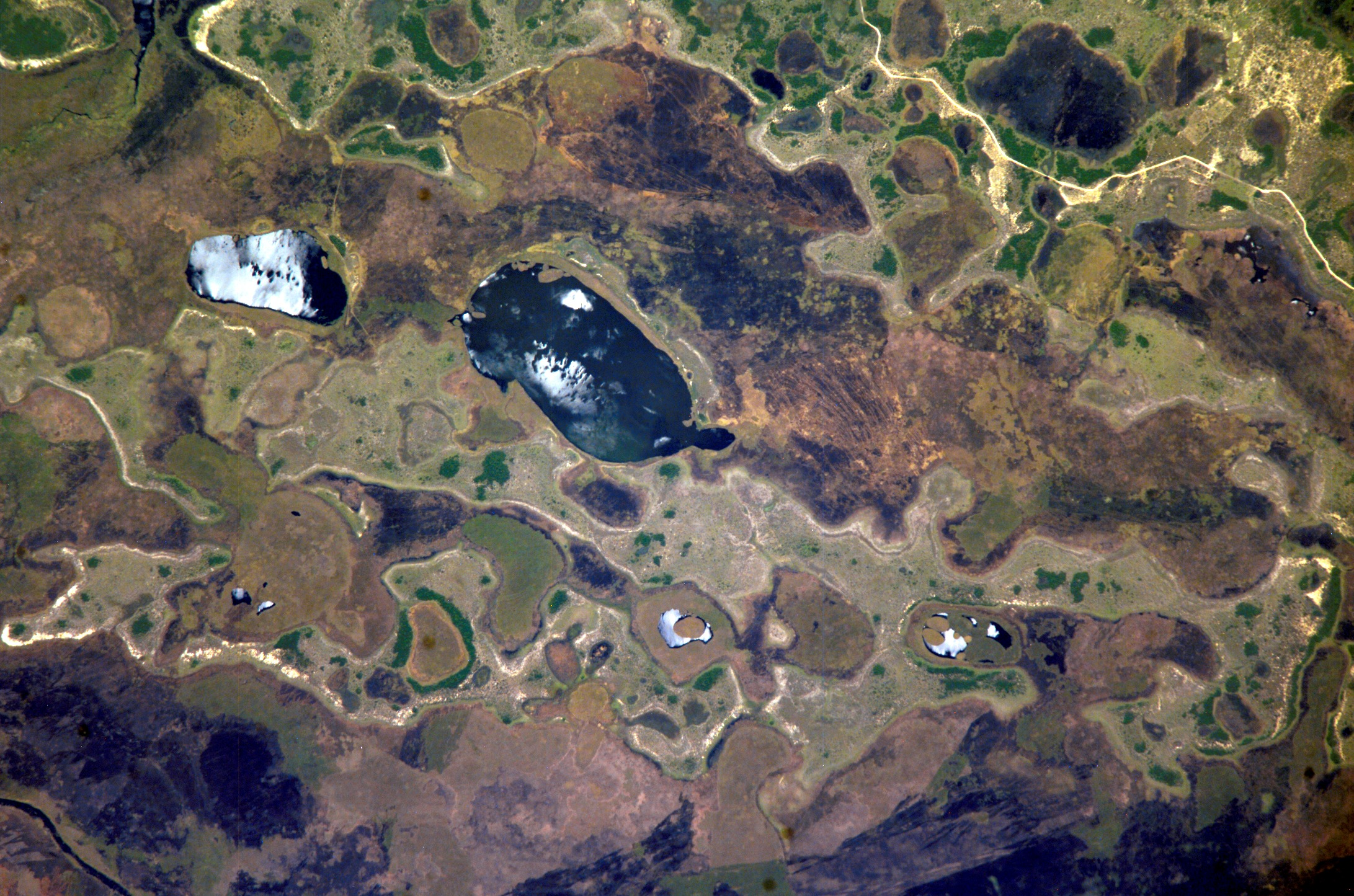
Area dell'Esteros del Iberá, riflettente la luce solare fotografata dalla Stazione spaziale internazionale.

Gli Esteros del Iberá sono un grande zona umida che si estende da 15.000 a 25.000 km² nella provincia di Corrientes, nell'Argentina nord-orientale. Si tratta di un complesso sistema lentico in cui si sviluppa un ecosistema tropicale estremamente ricco e variegato.

## Etimologia
«Esteros» è un vocabolo spagnolo che significa "zone umide". «Iberá» è un vocabolo che deriva da due termini dalla lingua guaraní: «î» (acqua) e «berá» (luminoso) e pertanto «Îberá» potrebbe essere tradotto in italiano con l'espressione "acqua splendente"; il nome Iberá fu dato presumibilmente dagli antichi abitanti della zona, i Guaraní, in base alla luminosità della superficie acquatica.

## Generalità
Gli Esteros del Iberá sono un insieme di paludi, stagni, piccoli laghi e torbe, collegati fra di loro da brevi canali, che costituiscono una vasta zona umida, la seconda più grande zona umida del pianeta dopo il Pantanal brasiliano. Le acque degli Esteros sono di origine pluviale e ricoprono una superficie totale di circa 20.000 km². Gli Esteros del Iberá sono anche una delle più importanti riserve di acqua dolce del Sud America.
La zona è stata considerata a lungo inaccessibile; le prime descrizioni risalgono alla fine del XVIII secolo, grazie allo spagnolo Félix de Azara, e ai primi del XIX secolo, grazie al francese Alcide Dessalines d'Orbigny.  Dal 1982 13.000 km² degli Esteros del Iberá fanno parte di un'area naturale protetta (la Reserva Natural Provincial del Iberá): è la più grande area protetta dell'Argentina e costituisce il 14% della superficie dell'intera provincia di Corrientes.
Grazie alla posizione geografica, lontana da zone densamente popolate, e grazie al suo difficile accesso, l'area ha una popolazione animale ricca e variegata. La fauna selvatica comprende molte specie a rischio per le quali questo è uno degli ultimi habitat rimasti. Degli animali presenti si ricordano il cervo delle paludi, il cervo delle pampas, il capibara, il lupo dalla criniera o crisocione, il caimano dal muso largo o caiman yacare overo, il caimano jacarè, l'anaconda curiyú, la lontra neotropicale e circa 350 specie di uccelli. Nel 2002 una superficie di 245 km² dell'ecosistema dell'Iberá è stata indicata come zona umida di importanza internazionale con la tutela prevista dalla convenzione di Ramsar. Sterminati circa i 1960 sono stati reintrodotti gli animali autoctoni come il orso formichiere gigante e il giaguaro.

## Galleria d'immagini
<

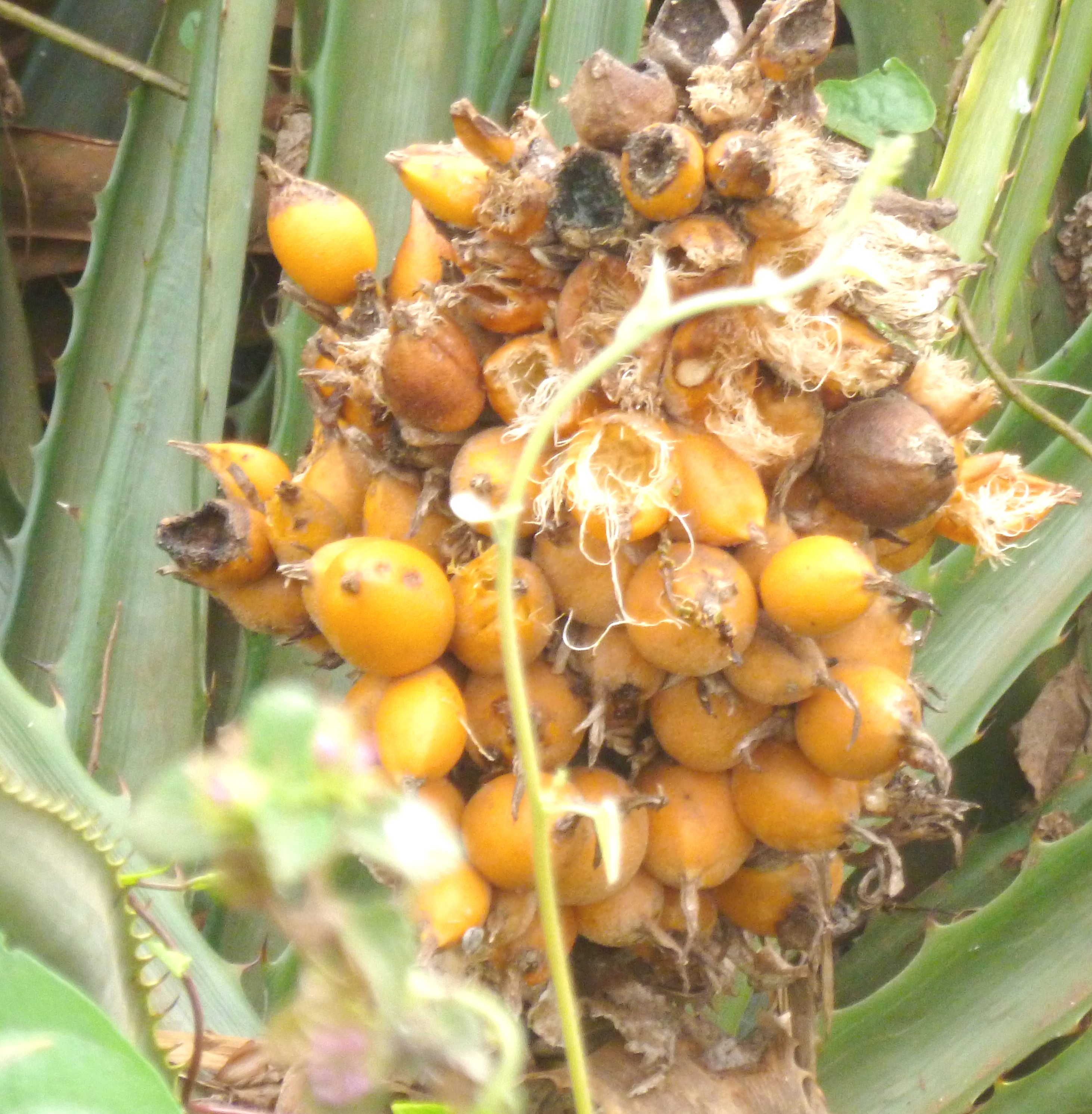
Bromelia dalla specie Bromellia pinguan balansae negli estuari o Esteros del Iberá
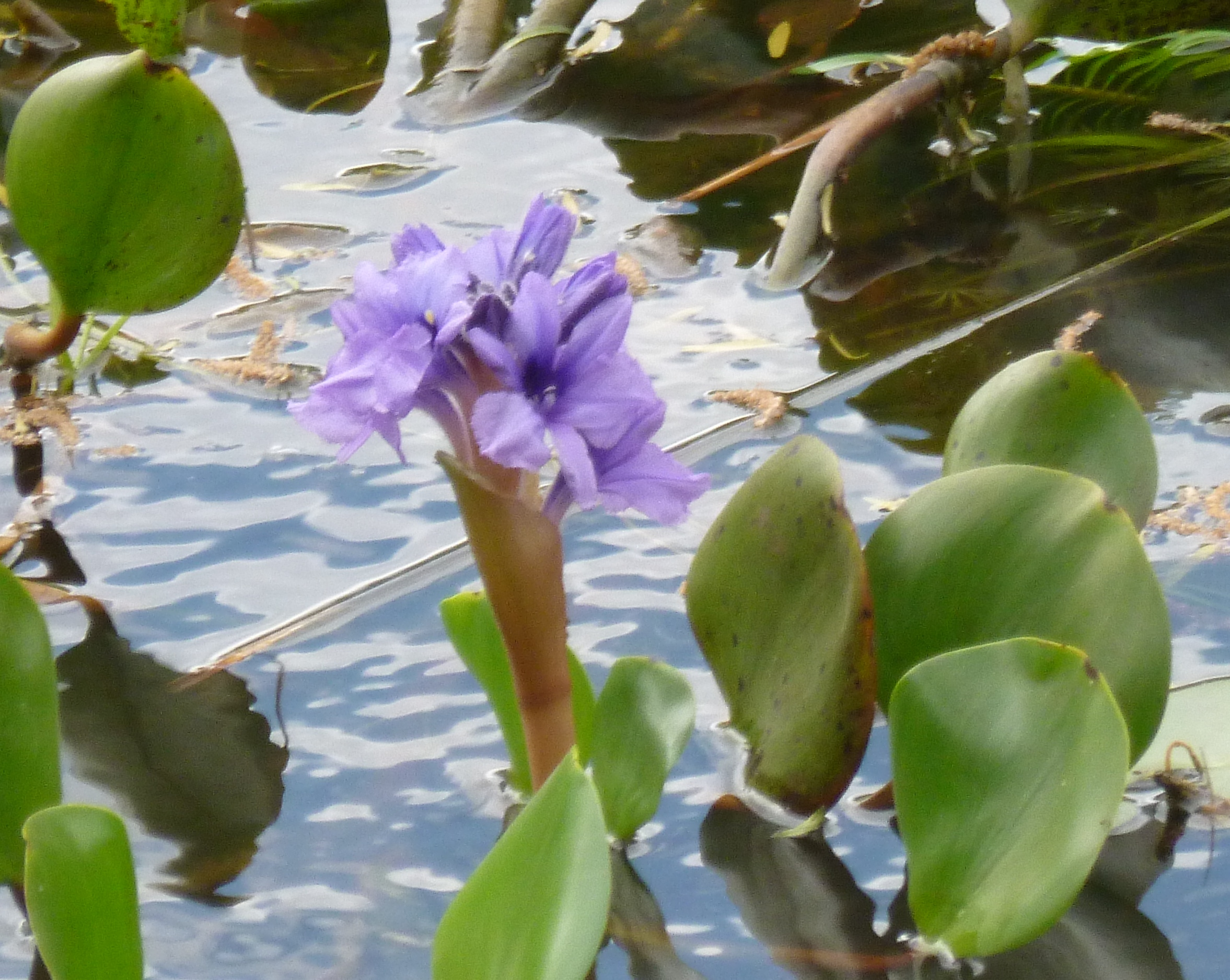
Giacinto di acqua o jacinto de agua o camalote (Eichhornia crassipes)
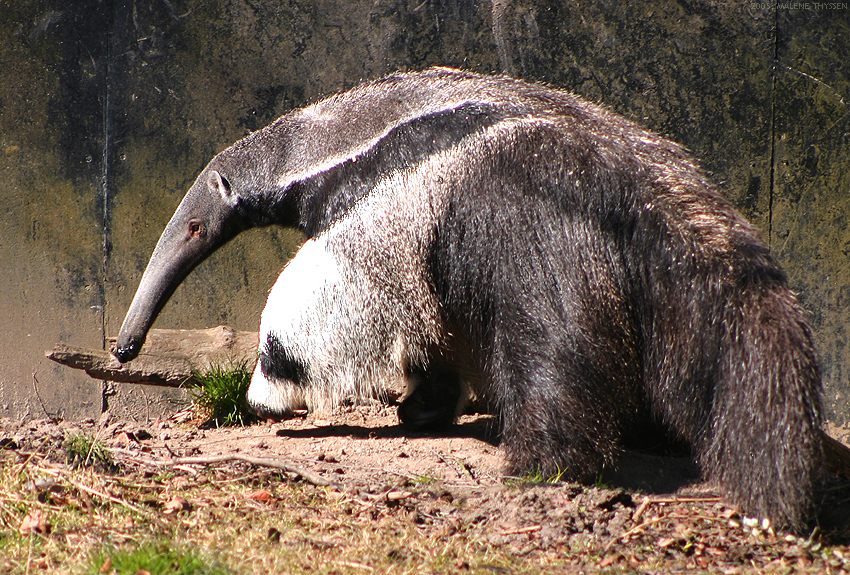
Yurumí o "formichiere gigante"
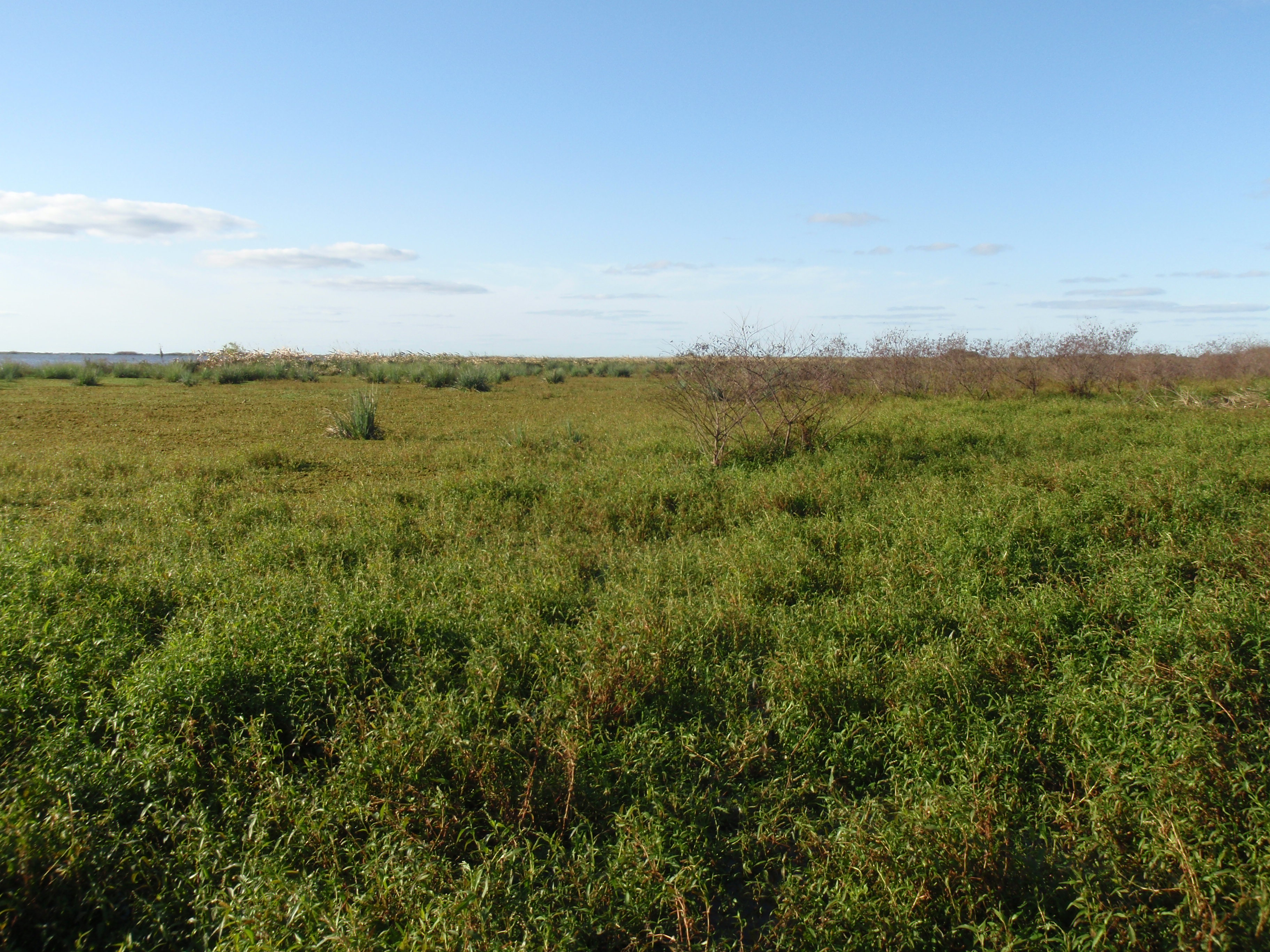
Paludi negli Esteros del Iberá
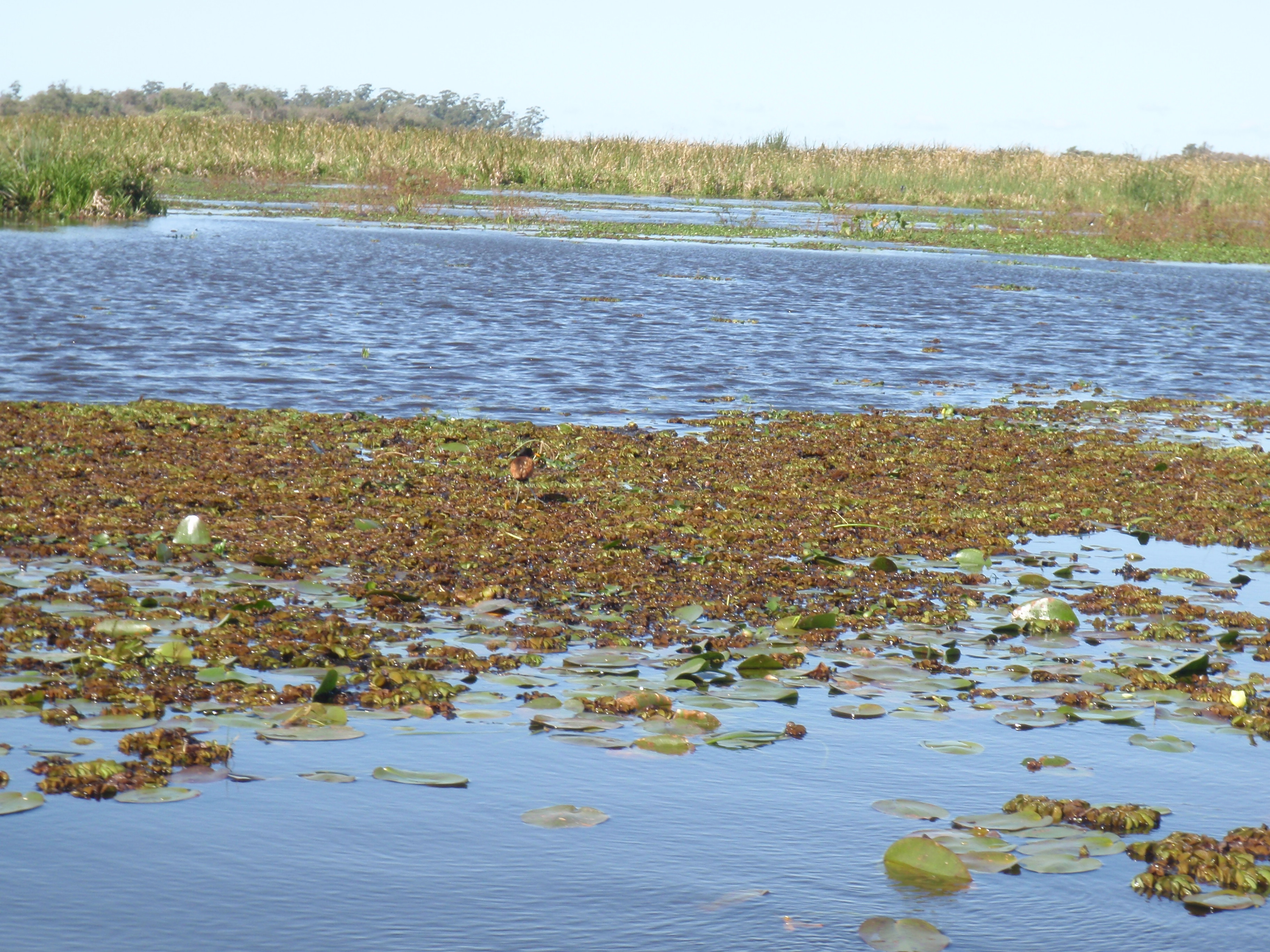
Stagni nell'Iberá
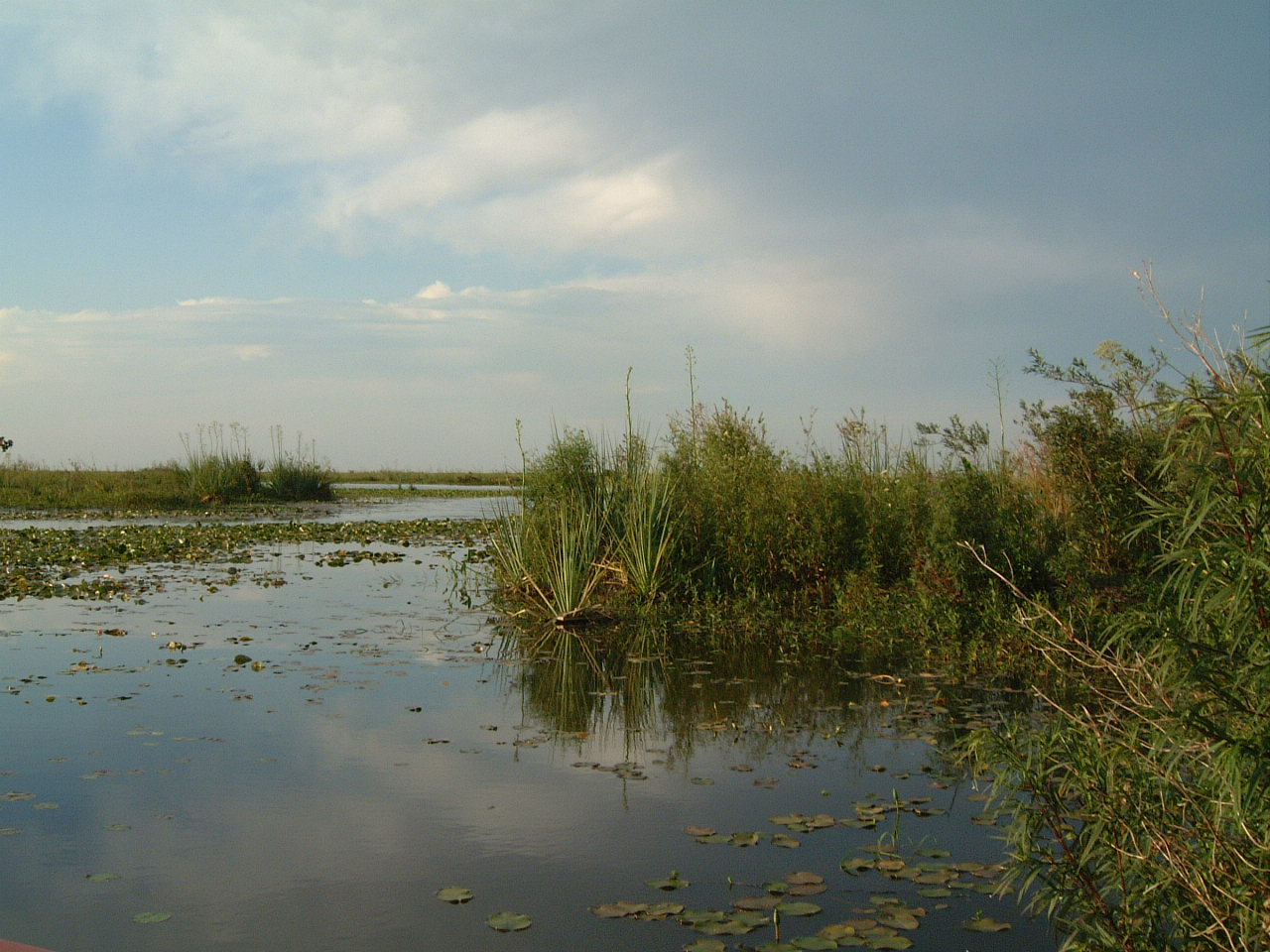
Area Pellegrini
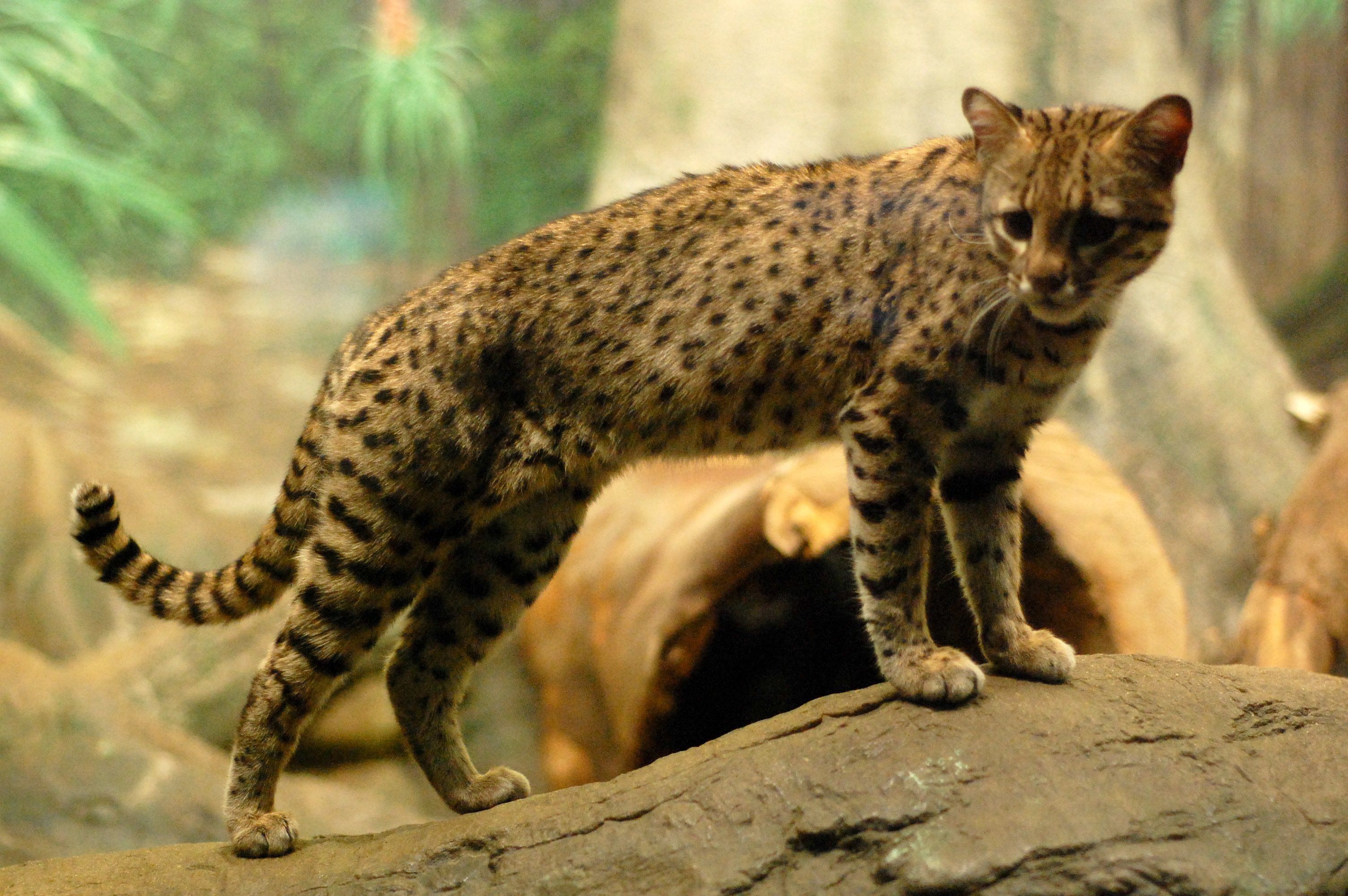
Catto di Geoffroy
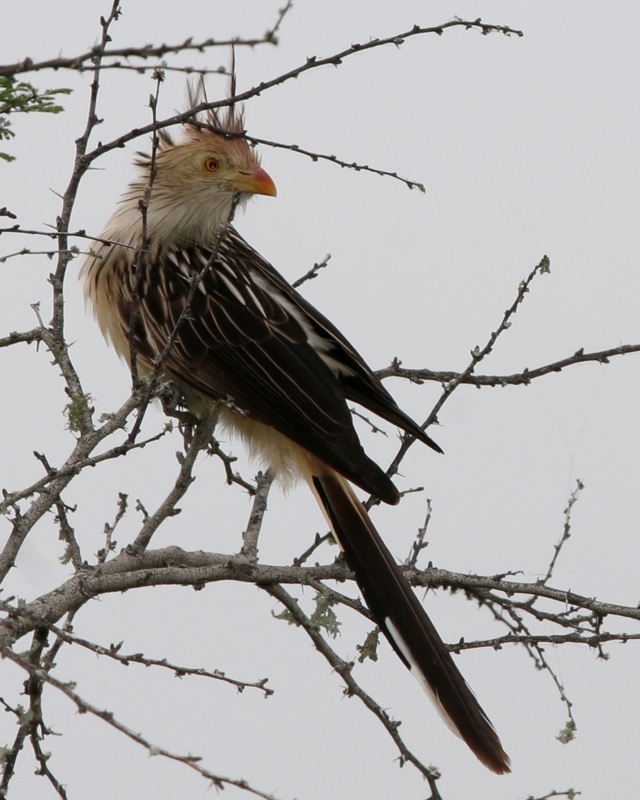
Guira guira o  pirincho
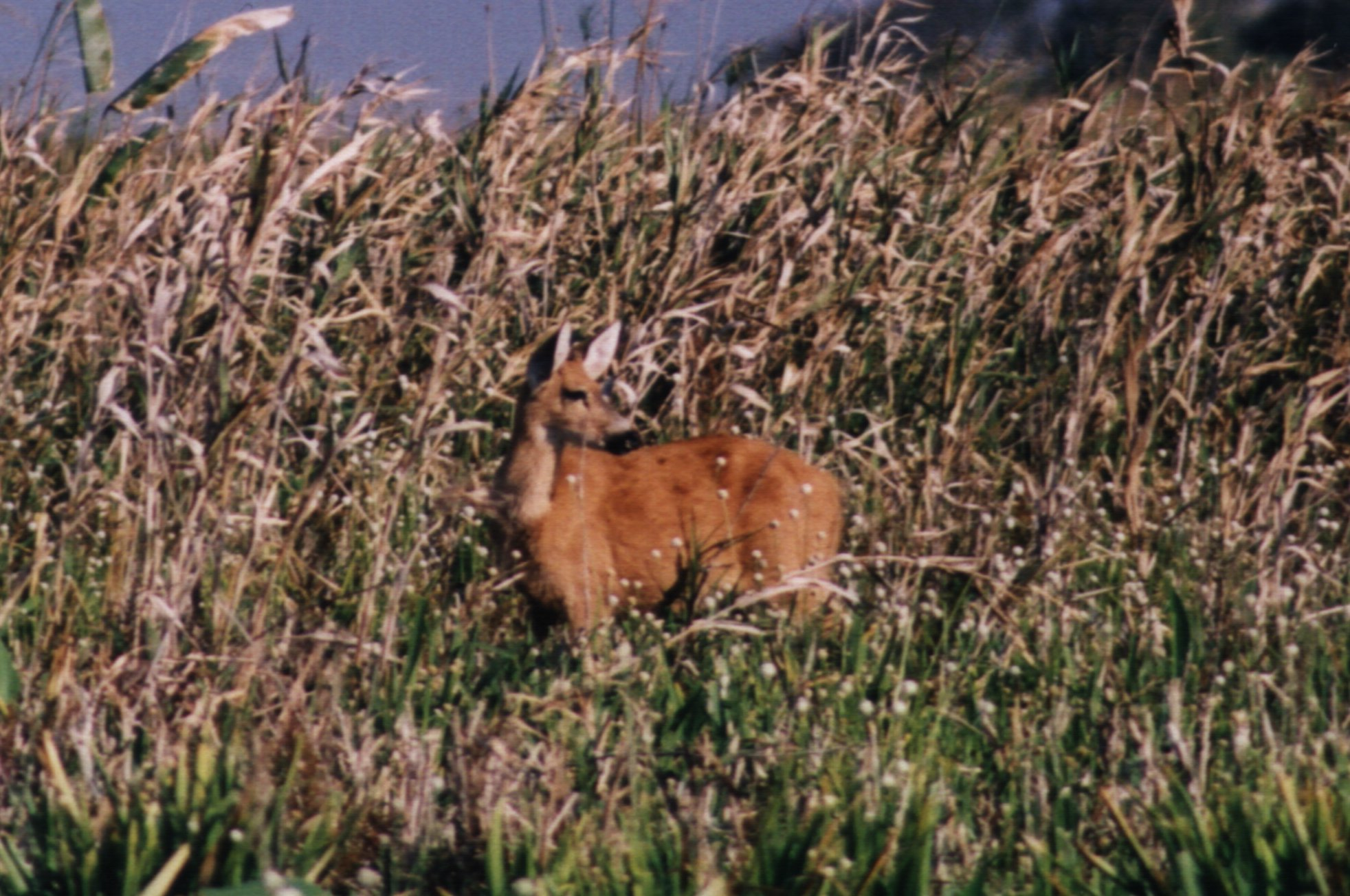
Cervo delle pampas.
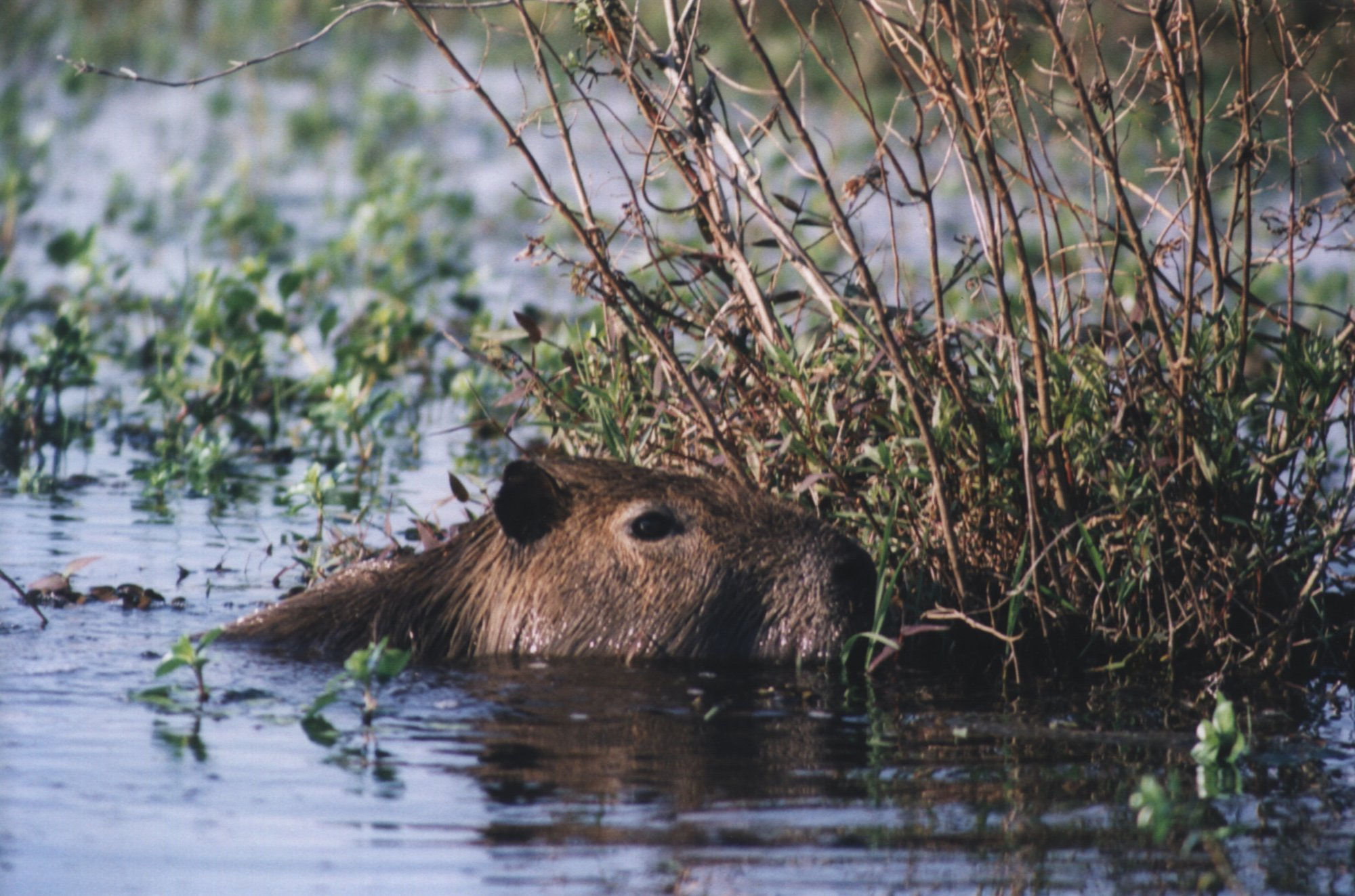
Carpincho nell'Iberá
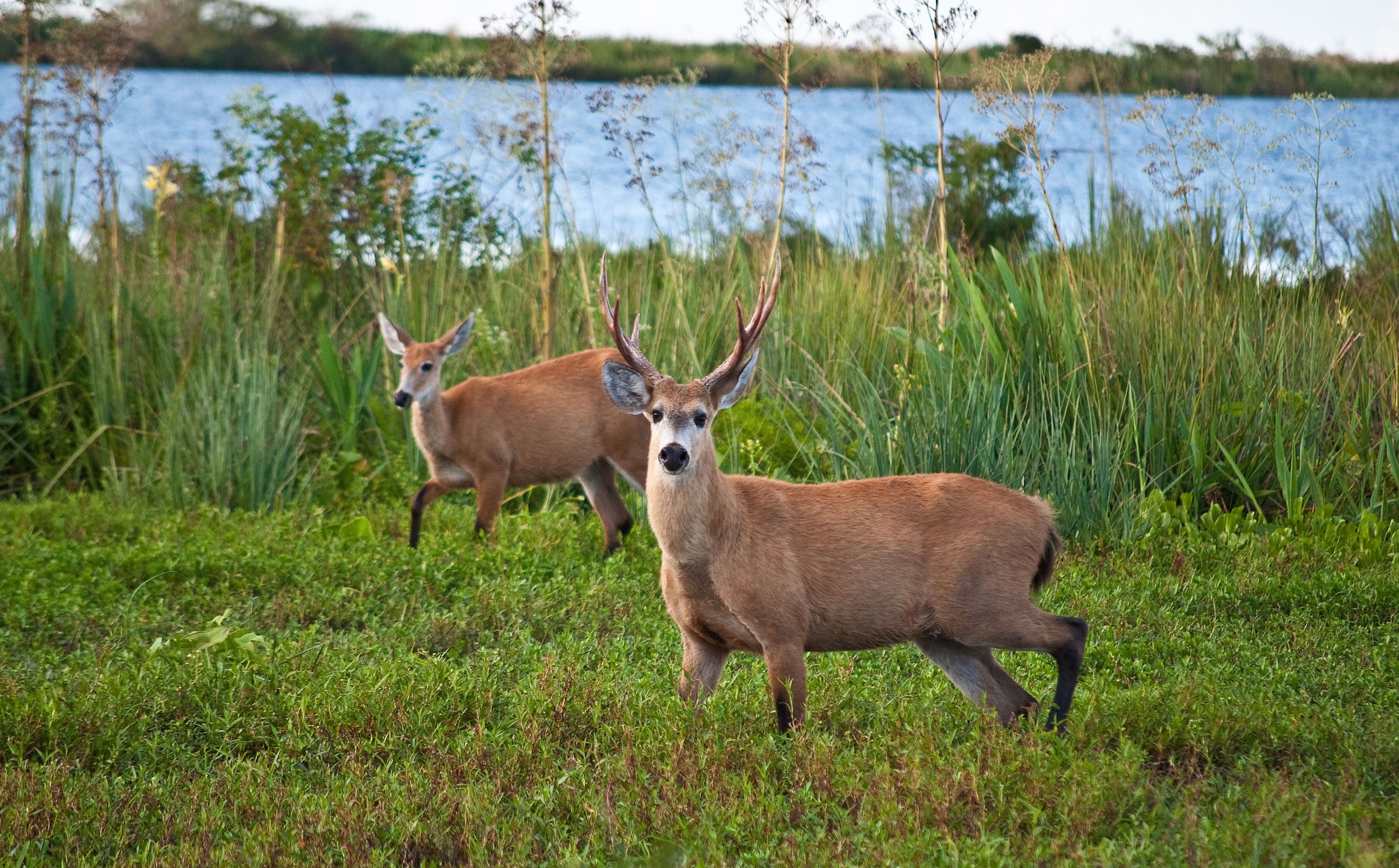
Cervi dei paludi/ciervos de los pantanos
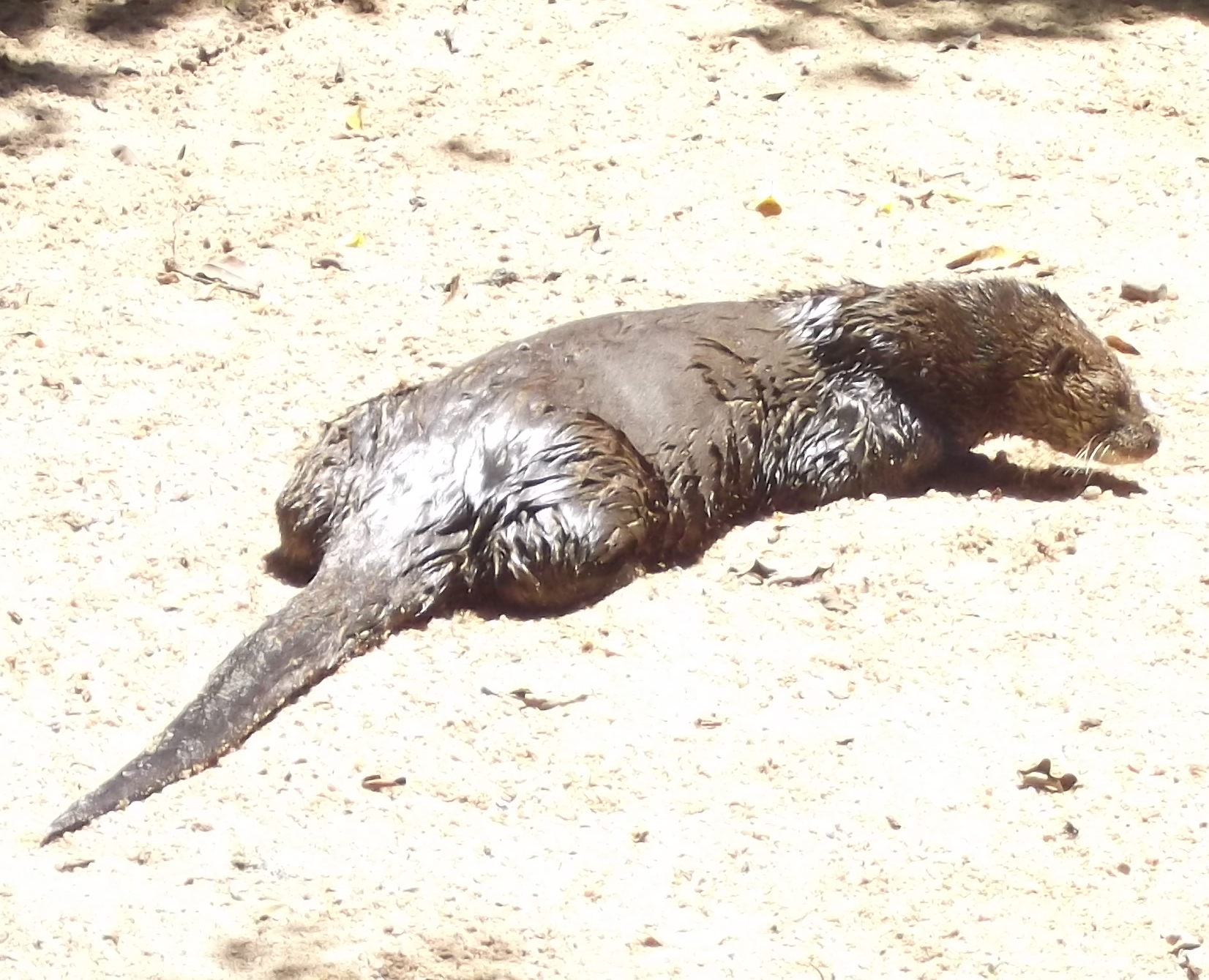
Lontra longicaudis o lobito de río /  lupino di fiume o lontra di coda lunga
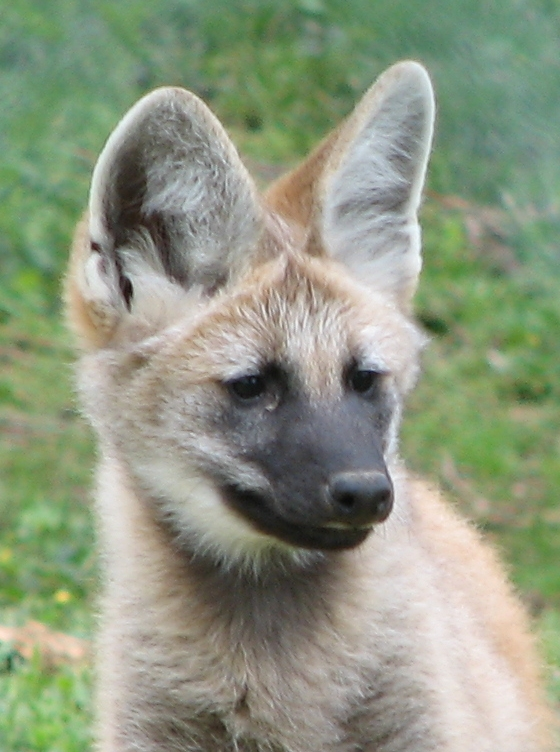
Un lupo di crine ragazzo
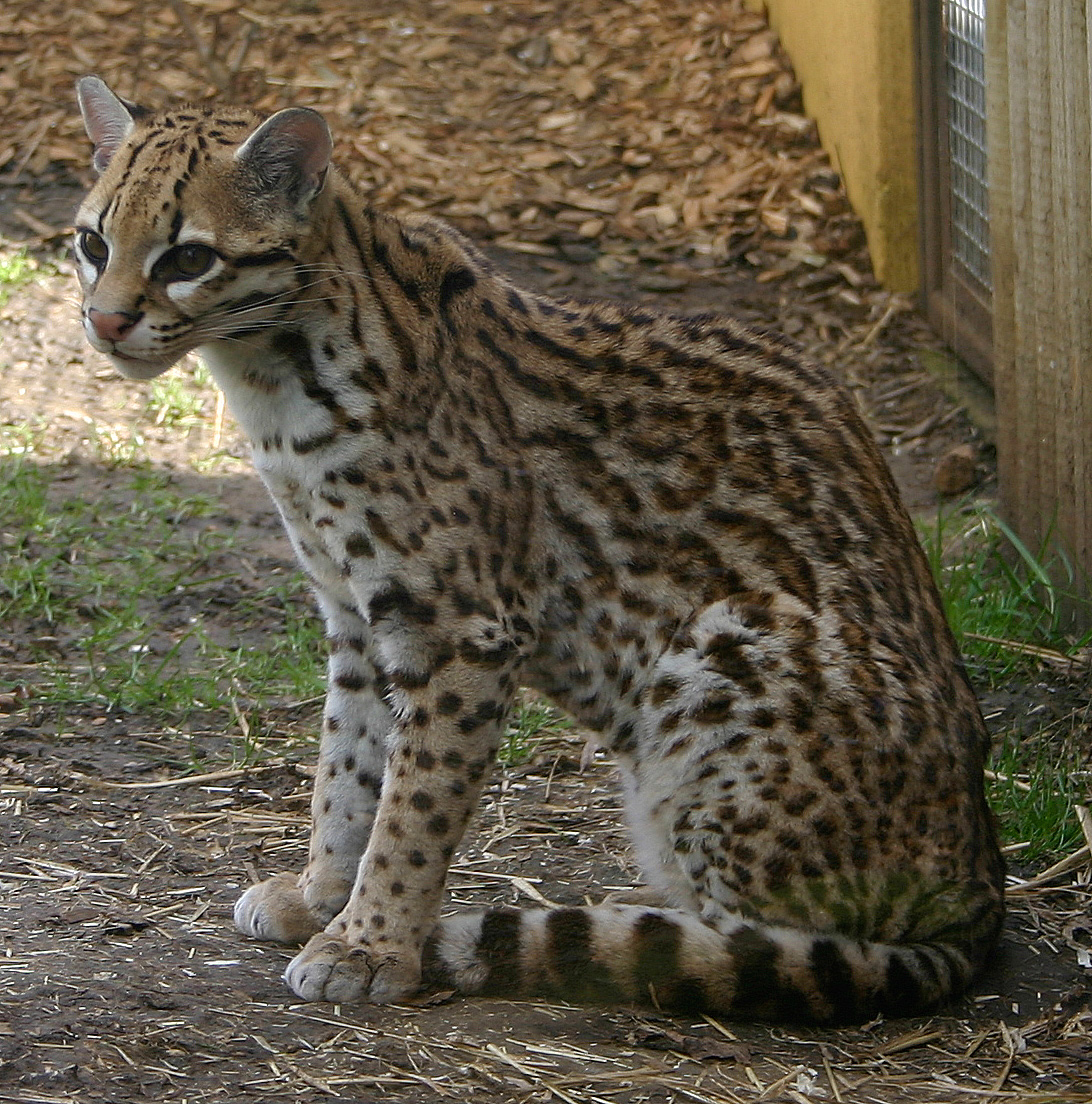
Un ocelotto ,  Leopardus pardalis
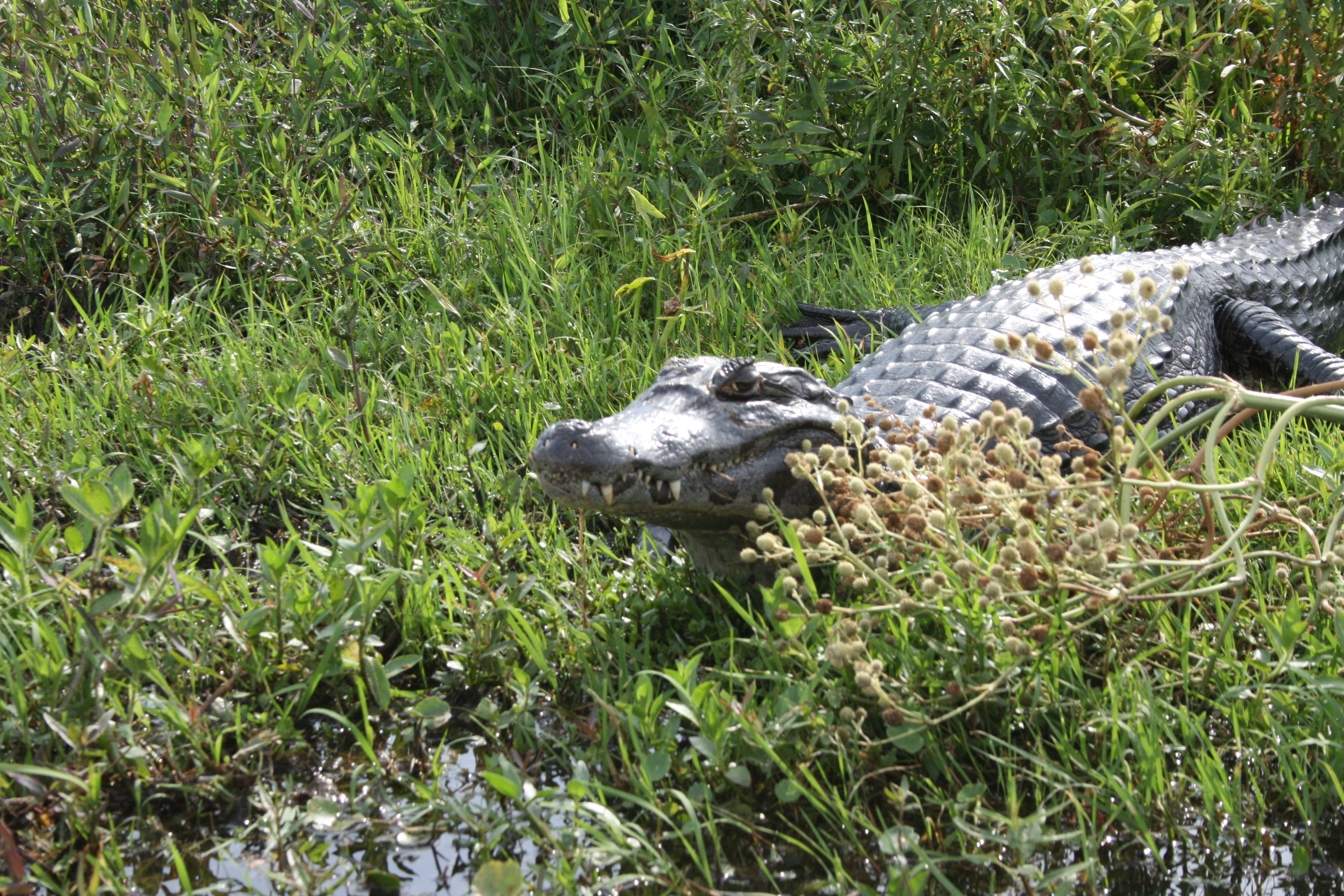
Caimano jacarè
Yaguareté, giaguaro o "tigre americano"